# Robert Halbronn
Pour les articles homonymes, voir Halbronn.
Chéri Issachar Robert Halbronn, né le 27 décembre 1890 à Paris 13e arrondissement (Seine) et mort pour la France le 3 septembre 1918 à Toussus-le-Noble (Yvelines), était un ingénieur militaire et aviateur français.

## Distinctions
- Chevalier de la Légion d'honneur par décision du 17 juin 1919[1]
- Croix de guerre 1914-1918[2] avec deux citations[1].
- Navy Cross américaine, à titre posthume, le 14 septembre 1918[1].
- citation à l'ordre de l'armée le 26 septembre 1915[1]
- citation à l'ordre de l'armée no 153, lundi 5 juin 1916[3] :
- citation à l'ordre de l'armée navale à titre posthume[2]